# 照山周暠
照山 周暠（しょうざん しゅうこう）は、戦国時代の臨済宗の僧侶。足利将軍家の一族で、室町幕府の12代将軍・足利義晴の末子。13代将軍・足利義輝、15代将軍・足利義昭の弟である。

## 生涯
天文14年（1545年）、将軍・足利義晴の子として誕生する。
幼い頃から仏門に入り、相国寺の塔頭・鹿苑院の院主になった。
永禄8年（1565年）5月19日、兄・義輝が三好義継・三好三人衆・松永久通によって襲撃され、殺害された（永禄の変）。その際、周暠は小姓とともに京都から逃げようとしたが、三好側の命令を受けた平田和泉守によって、途中の路地で殺害された。享年21。
なお、小姓は周暠が殺害された直後、平田を殺害した。

## 人物
- 『系図纂要』において、周暠は存在自体が省かれている。

## 子孫
徳島県那賀川町町史編纂室が発見した系図は、平島公方・足利義種（周暠の従兄弟・義助の子）の妻・祐賀（平島義次の生母）を、周暠の孫と記している。同系図は平島公方の子孫に伝わった中世・近世文書群である『阿波足利家文書』の一つで、祐賀に光義・秀景・朝能の三人の兄があることも記されている。光義は文禄・慶長の役で戦死したとされる。
一方、徳島県立文書館所蔵の『板東村近藤家文書』の記述から、阿波国出身で江戸時代初期の近畿で刑死した最後のカトリック司祭ディオゴ結城（結城了雪）は、祐賀の兄と推定されていたが、発見された系図の朝能は「結城喜太郎」と注釈されており、同一人物である可能性が高い。秀景はまた、「近藤家文書」に現れる祐賀の近親者「兵庫」とみられる。